# Кубок Молдови з футболу 2011—2012
Кубок Молдови з футболу 2011–2012 — 21-й розіграш кубкового футбольного турніру в Молдові. Титул вперше здобув Мілсамі.

## Календар
| Раунд                   | Дата                 | Матчі | Клуби   |
| ----------------------- | -------------------- | ----- | ------- |
| Перший попередній раунд | 14 вересня 2011      | 15    | 52 → 37 |
| Другий попередній раунд | 28 вересня 2011      | 8     | 37 → 29 |
| Перший раунд            | 12 жовтня 2011       | 8     | 29 → 21 |
| Другий раунд            | 25-26 жовтня 2011    | 5     | 21 → 16 |
| 1/8 фіналу              | 23-24 листопада 2011 | 8     | 16 → 8  |
| 1/4 фіналу              | 10 квітня 2012       | 4     | 8 → 4   |
| 1/2 фіналу              | 14 травня 2012       | 2     | 4 → 2   |
| Фінал                   | 27 травня 2012       | 1     | 2 → 1   |

## Перший раунд
| Команда 1                | Рахунок         | Команда 2               |
| ------------------------ | --------------- | ----------------------- |
| 12 жовтня 2011           |                 |                         |
| Веріс (3)                | 2:0             | Вікторія (2)            |
| Єдинці (3)               | 1:2             | Локомотива (Бєльці) (2) |
| Глодяни (3)              | 2:2 дч пен. 4:5 | Лілкора (2)             |
| Криково (3)              | 0:1             | Тигина (2)              |
| Віїшоара (3)             | 2:3             | Гагаузія (2)            |
| Аграрний університет (3) | 3:1             | Інтерспорт-Арома (2)    |
| Колос (3)                | 4:1             | Сперанца (2)            |
| Слобозія-Маре (3)        | 0:5             | Саксан (2)              |

## Другий раунд
Клуби Локомотива (Бєльці), Лілкора, Тигина пройшли до наступного раунду після жеребкуванняю
| Команда 1      | Рахунок         | Команда 2                |
| -------------- | --------------- | ------------------------ |
| 25 жовтня 2011 |                 |                          |
| Саксан (2)     | 3:3 дч пен. 6:5 | Костулень                |
| 26 жовтня 2011 |                 |                          |
| Ністру         | 2:1             | Динамо-Авто (2)          |
| Академія UTM   | 1:0             | Веріс (3)                |
| Гагаузія (2)   | 6:3             | Аграрний університет (3) |
| Колос (3)      | 0:1             | Сфинтул Георге           |

## 1/8 фіналу
| Команда 1               | Рахунок | Команда 2    |
| ----------------------- | ------- | ------------ |
| 23 листопада 2011       |         |              |
| Локомотива (Бєльці) (2) | 0:10    | Шериф        |
| 24 листопада 2011       |         |              |
| Іскра-Сталь             | 0:1     | Ністру       |
| ЦСКА-Рапід              | 2:1     | Академія UTM |
| Зімбру                  | 2:0     | Лілкора (2)  |
| Олімпія (Бєльці)        | 5:0     | Тигина (2)   |
| Тирасполь               | 6:0     | Саксан (2)   |
| Сфинтул Георге          | 2:6     | Дачія        |
| Гагаузія (2)            | 1:5     | Мілсамі      |

## 1/4 фіналу
| Команда 1      | Рахунок | Команда 2        |
| -------------- | ------- | ---------------- |
| 10 квітня 2012 |         |                  |
| Дачія          | 1:0     | Тирасполь        |
| ЦСКА-Рапід     | 2:1     | Ністру           |
| Мілсамі        | 2:1 дч  | Олімпія (Бєльці) |
| Зімбру         | 0:1     | Шериф            |

## 1/2 фіналу
| Команда 1      | Рахунок         | Команда 2 |
| -------------- | --------------- | --------- |
| 14 травня 2012 |                 |           |
| ЦСКА-Рапід     | 1:1 дч пен. 4:2 | Шериф     |
| Мілсамі        | 5:4             | Дачія     |

## Фінал
| 27 травня 2012 17:00 (EEST) |

| ЦСКА-Рапід | 0:0 дч   | Мілсамі |
| ---------- | -------- | ------- |
|            | Протокол |         |

| Районний спорткомплекс, Оргіїв Арбітр: Генаді Сиденко |

|  |     | Пенальті |
|  | 3:5 |          |